# Kalmusia ebuli
Kalmusia ebuli är en svampart som beskrevs av Niessl 1872. Kalmusia ebuli ingår i släktet Kalmusia och familjen Montagnulaceae.  Arten är reproducerande i Sverige. Inga underarter finns listade i Catalogue of Life.